# Erika Belle
Erika Belle (* 20. Januar 1956 in den Niederlanden) ist eine niederländische Schachspielerin.

## Leben
Sie gewann 1975, 1980 und 1981 die Niederländische Meisterschaft der Frauen und ist Mitglied in der Arnhemsche Schaakvereeniging. Belle nahm am Interzonenturnier der Frauen 1982 in Bad Kissingen teil und belegte mit 5 Punkten aus 15 Partien den elften Platz von 16 Teilnehmerinnen.
Aufgrund ihrer internationalen Erfolge erhielt sie 1982 von der FIDE den Titel Internationaler Meister der Frauen (WIM).

## Schacholympiaden

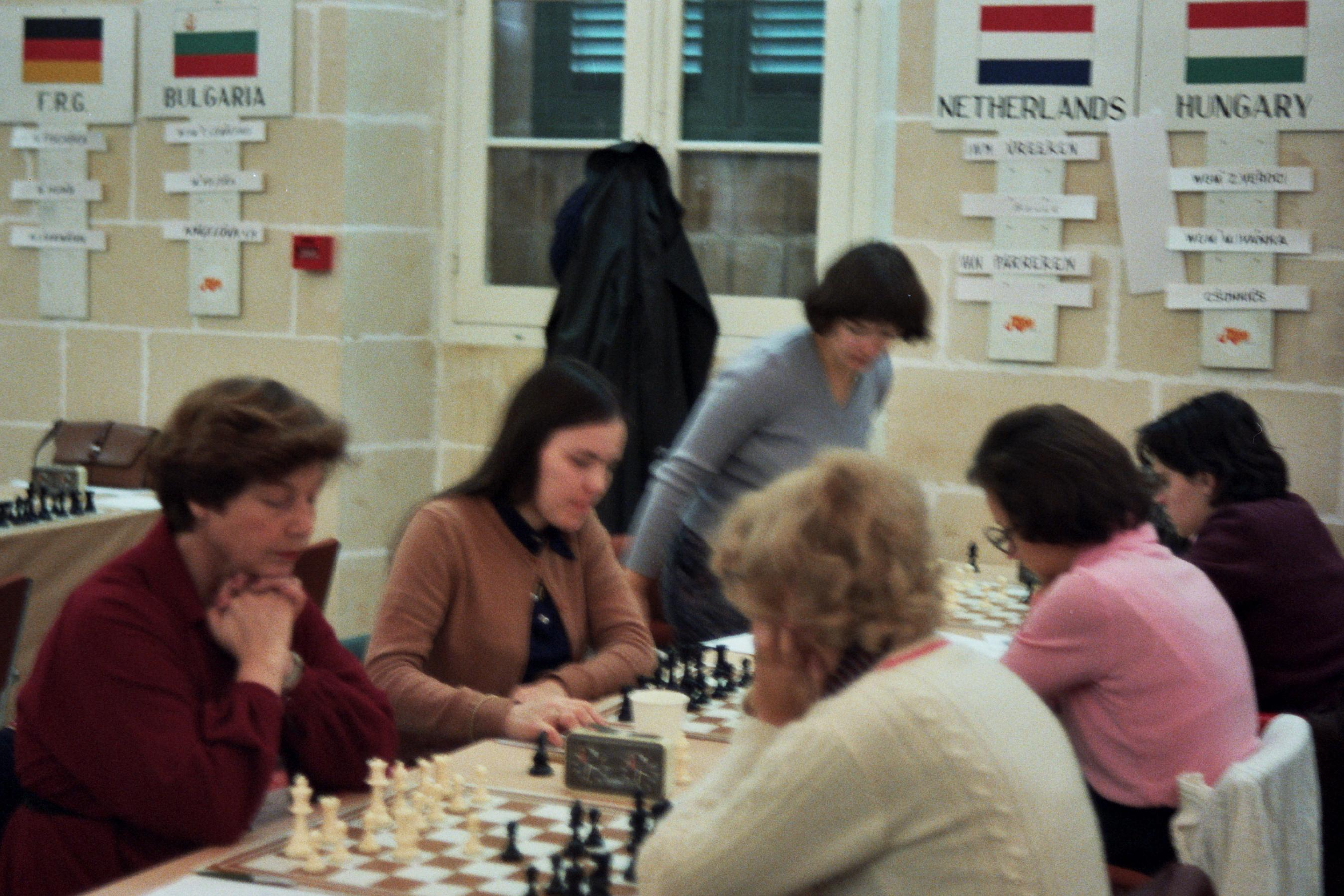
Corry Vreeken, Erika Belle und Hanneke van Parreren bei der Schacholympiade 1980

In den Jahren 1974 bis 1984 trat Erika Belle bei allen Schacholympiaden für die niederländische Frauenmannschaft an.
Sie erreichte 1982 das drittbeste Einzelergebnis am dritten Brett, die besten Platzierungen der Mannschaft waren zwei fünfte Plätze 1974 und 1976.

## Weitere Turniere
Im Jahre 1979 gewann sie gegen Éva Karakas im Frauenturnier in Naleczów. 1989 spielte sie die Niederländische Meisterschaft und 2003 das Essent schaaktoernooi. Weitere Turniere, an denen sie teilnahm, sind die Harmonie-Turniere 2002 (Erster Zigurds Lanka), 2003 (Erste Zhao Xue), 2004 (Erster Oleksandr Areschtschenko), 2005 und 2006. Außerdem spielte sie bei den Corus-Turnieren in Wijk aan Zee 2004, 2005, 2006, 2007 und 2008, sowie die Dutch Open der Jahre 2006 bis 2009 in den Niederlanden.